# FN Model 1910
FN Model 1910 je samonabíjecí pistole zkonstruovaná Johnem Browningem a vyráběná ve zbrojovce Fabrique Nationale de Herstal. Jednalo se konstrukčně jednoduchou zbraň, která byla spolehlivá a komerčně úspěšná.

## Popis
FN Model 1910 vycházel z předchozí Browningovy kapesní pistole FN Model 1905, která měla ráži .25 ACP a vratnou pružinu klasicky umístěnou pod hlavní. Hlavní změnou tak bylo zvětšení ráže a umístění vratné vzpruhy kolem hlavně, tím se pistole stala kompaktnější a těžiště zbraně se přesunulo níže, čímž se zlepšila ergonomie zbraně. Pistole má dynamický (neuzamčený) závěr a jednočinný spoušťový mechanismus s přímoběžným úderníkem. Odnímatelný zásobník je jednořadý, s kapacitou 7 nábojů ráže 7,65 mm Browning nebo 6 nábojů ráže .380 ACP. Zbraň není vybavena střeleckou pohotovostí, závěr lze manuálně vystavit v zadní poloze pojistkou.
Pistole je vybavena manuální pojistkou na levém boku těla, dále dlaňovou pojistkou a nakonec zásobníkovou pojistkou, která blokuje úderník pokud není zásobník ve zbrani. Mířidla jsou mělká a skrytá uvnitř žlábku na vrchní straně závěru. Na jednu stranu jsou hůře čitelná, ale tím že nevyčnívají, se nemohou zachytit například o oděv, zbraň se tak bez problému dala nosit skrytě, například v kapse. FN Model 1910 ovlivnil konstrukci mnoha jiných pozdějších pistolí, jako například: Ortgies, Hamada Typ 1, Walther PP, Makarov PM, Astra 700 a další.

## Varianty
Zatímco FN Model 1910 nebyl oficiálně přijat do výzbroje žádné armády, prodloužený model 1910/22 se stal výlučně verzí pro ozbrojené složky. Model 1910/22 vznikl na objednávku Království Jugoslávie, která si objednala tuto pistoli v ráži .380 ACP s delší hlavní (113 mm) a závěrem s prodlouženou hlavňovou objímkou a prodlouženou rukojetí, která pojala zásobník s kapacitou větší o 2 náboje. Tato verze měla také větší mířidla, která více vystupují nad profil zbraně a jsou tak lépe čitelná za šera.
V roce 1924 nakoupila nizozemská policie 2000 pistolí verze 22 v ráži 7,65 mm Browning. Nizozemská armáda pro změnu nakoupila 60 000 pistolí v ráži 9 mm Browning. Po okupaci Belgie během druhé světové války pokračovala výroba pistolí model 22 pro Německo (pod označení P 621(b) především jako osobní zbraní posádek Luftwaffe.

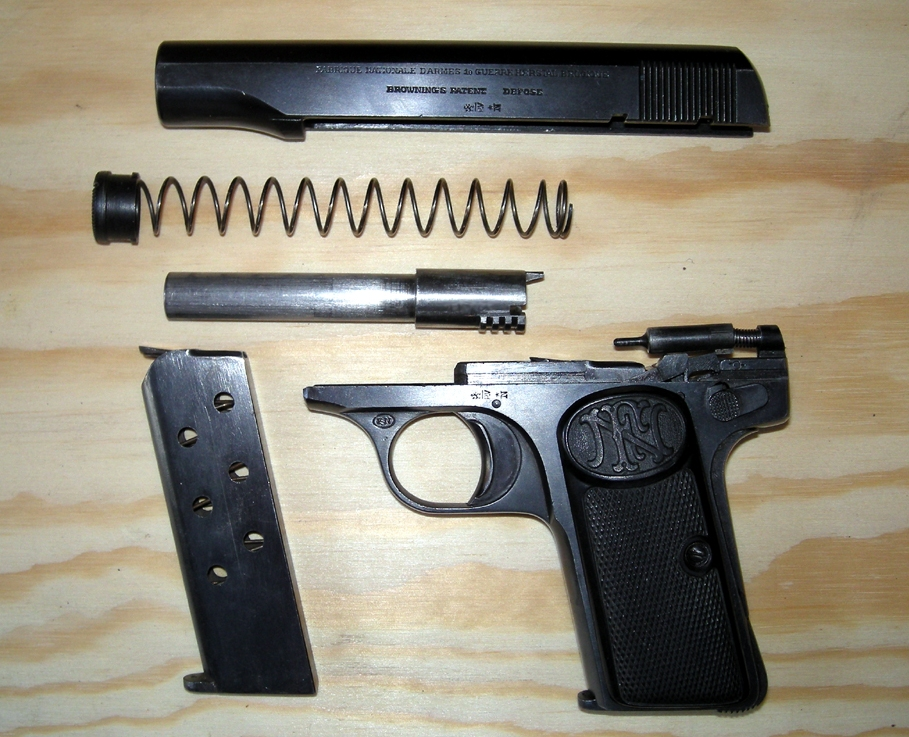
Hlavní části zbraně
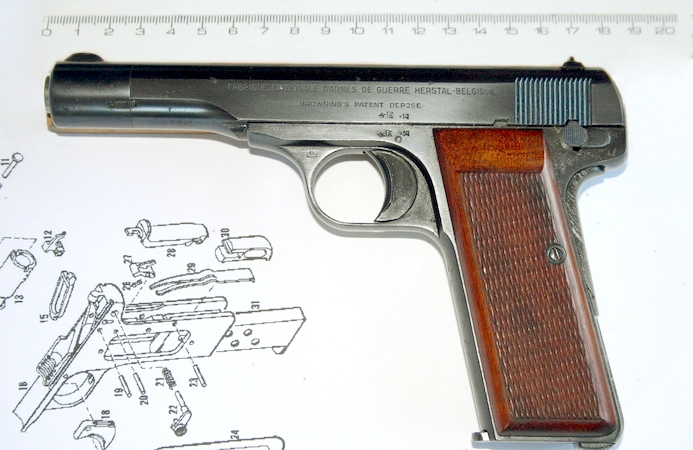
FN model 1910/22
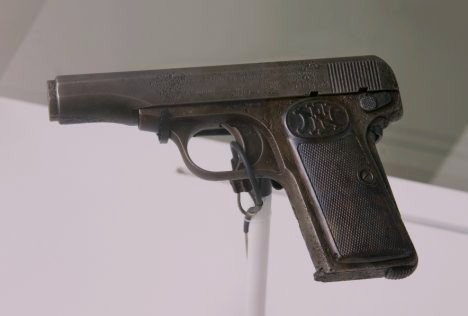
FN M1910, který použil Gavrilo Princip k atentátu na arcivévodu Františka Ferdinanda d'Este v Sarajevu

## Uživatelé
- Belgie
- Dánsko
- Finsko
- Francie
- Království Srbů, Chorvatů a Slovinců (FN 1910/22)
- Nizozemsko (FN 1910/22)
- Německá říše (jako pistole P 621(b))
- Západní Německo
- Rumunsko
- Řecko
- Turecko
- a další

### Atentátníci
Pistolí FN Model 1910 provedl Gavrilo Princip Atentát na Františka Ferdinanda d'Este. Stejným typem zbraně zastřelil 6. května 1932 Pavel Gorgulov francouzského prezidenta Paula Doumera. Pravděpodobně modelem 1910 zastřelil Carl Weiss 8. září 1935 před Kapitolem amerického politika Huey Longa.